# 아우렐블라이쿠 국제공항

로고

아우렐블라이쿠 국제공항(Aurel Vlaicu International Airport, IATA: BBU, ICAO: LRBS)은 도시 중심부에서 북쪽으로 8.5킬로미터 떨어진 루마니아 부쿠레슈티에 위치한 국제공항이다. 크게는 버네아사 공항(Băneasa Airport) 또는 부쿠레슈티 공항(Bucharest City Airport)으로도 호칭된다. 루마니아의 공학자이자 발명가, 초기 파일럿 아우렐 블라이쿠의 이름을 따서 명명된 이 공항은 1969년까지 부쿠레슈티 유일의 공항이었다가 민간용으로 헨리 코안더 국제공항이 개항하였다.

## 통계
| 연도 | 승객 수   | 전년 대비 |
| ---- | --------- | --------- |
| 2005 | 380,474   | 222%      |
| 2006 | 672,923   | 76.8%     |
| 2007 | 968,084   | 43.8%     |
| 2008 | 1,724,633 | 78.1%     |
| 2009 | 1,974,337 | 14.4%     |
| 2010 | 1,881,509 | 4.7%      |
| 2011 | 2,398,911 | 27.5%     |
| 2012 | 424,016   | 82.3%     |
| 2013 | 6,036     | 98.5%     |
| 2014 | 4,960     | 17.8%     |
| 2015 | 12,925    | 160.5%    |
| 2016 | 7,226     | 44.1%     |
| 2017 | 17,623    | 143.9%    |
| 2018 | 5,690     | 67.7%     |
| 2019 | 25,518    | 348.5%    |
| 2020 | 12,329    | 50.2%     |